# 테크로스워터앤에너지
테크로스 워터앤에너지는 산업용 수(水)처리, 하수 재이용, 대기오염방지, 폐자원 에너지화 등의 환경사업을 수행하는 종합환경기업이다.

## 연혁
- 2012년 LG전자, Hitachi Plant Technologies간의 합작회사 설립. ‘LG히타치워터솔루션’
- 2014년 ISO 9001 품질경영시스템 인증/OHSAS 18001 안전보건경영시스템 인증
- 2015년 ISO 14001 환경경영시스템 획득
- 2016년 PPP 프로젝트 수주 : 파주 하수처리수재이용 민간투자사업
- 2017년 EDCF 프로젝트 수주 : 후이갈파 하수처리장, 니카라과/깨끗한나라 청주공장 소각시설 건설 공사 수주
- 2019년 부방그룹 편입. '(주)테크로스 워터앤에너지'로 사명 변경/ADB 프로젝트 수주 : 지작 하수처리장, 우즈베키스탄
- 2021년 비전 선포식 개최
- 2024년 글랜우드PE 인수

## 주요 사업
- 수(水)처리 사업
- 폐자원 에너지화 사업
- 대기오염방지 사업
- 신재생에너지 사업

## 같이 보기
- 부방